# André-Louis Danjon
André-Louis Danjon (Caen, 6 de abril de 1890 - Suresnes, 21 de abril de 1967) fue un astrónomo francés conocido por desarrollar un método para medir el brillo de la Tierra sobre la Luna.

## Investigación
Danjon fue director del Observatorio de Estrasburgo de 1929 a 1945 y del Observatorio de París de 1945 hasta 1963.
Desarrolló un método para medir el "brillo de la Tierra" (es decir, la luz reflejada por la Tierra que ilumina la zona oscura de la Luna) usando un telescopio en el que un prisma dividía la imagen de la Luna en dos imágenes idénticas, una al lado de la otra. Ajustando un diafragma oscurecía una de las imágenes hasta que la parte iluminada por el Sol de esa imagen tenía el mismo brillo aparente que la parte iluminada por la Tierra en la imagen sin oscurecer. De esta forma, a partir del ajuste hecho al diafragma podía obtener una medida real de brillo de la Tierra. Registró medidas usando este método (ahora conocido como la escala Danjon y utilizado en la medida de brillo lunar en eclipses lunares) desde 1925 hasta 1950.

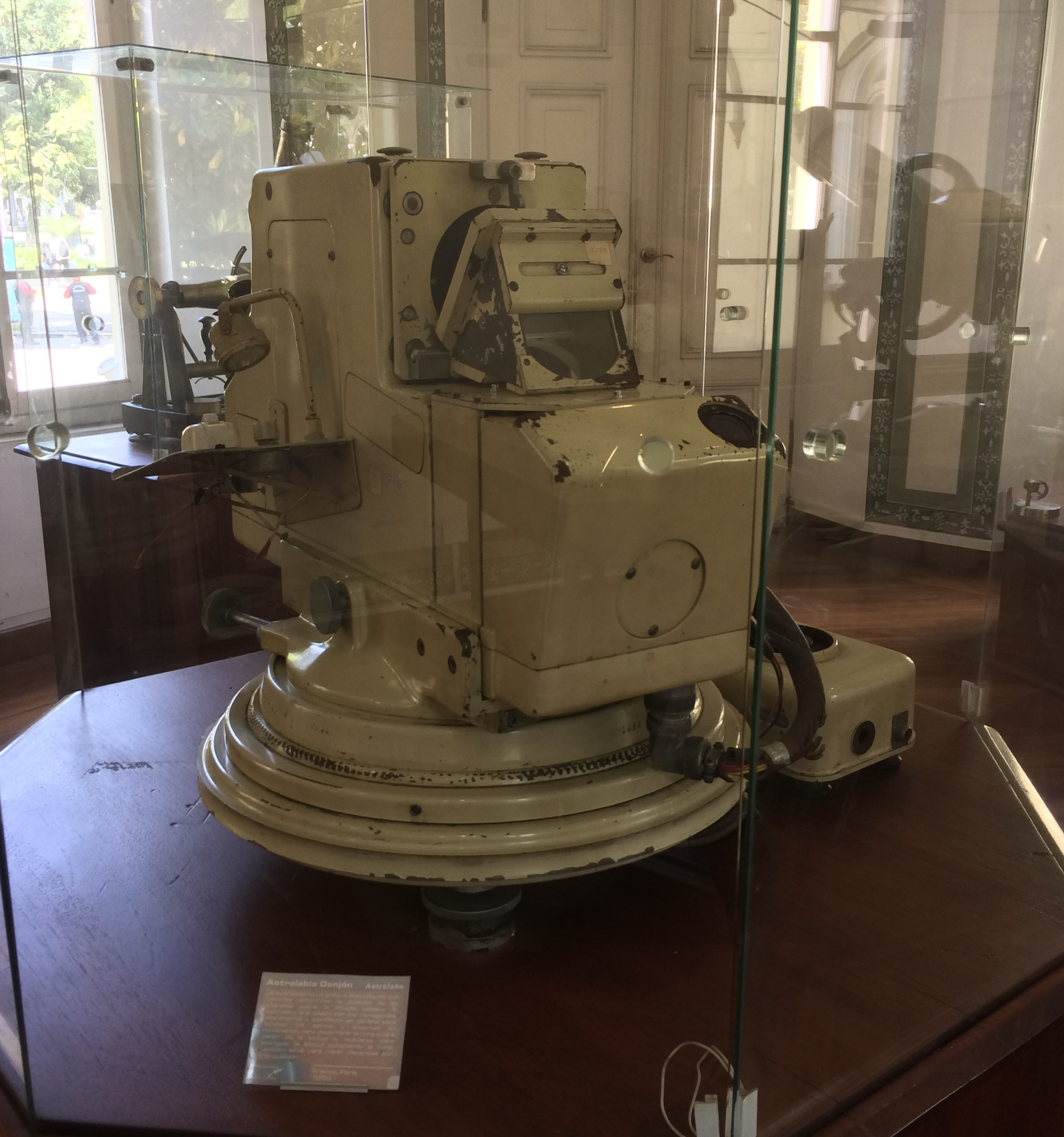
Astrolabio de Danjon (fabricado por la Optique et Précision de Levallois, 1954), Observatorio Astronómico de Quito.

A él se le debe la definición de año trópico.

### Distinciones
Premios
- Medalla de oro de la Real Sociedad Astronómica (1958)

Epónimos
- Cráter lunar Danjon
- Asteroide (1594) Danjon